# John Conolly

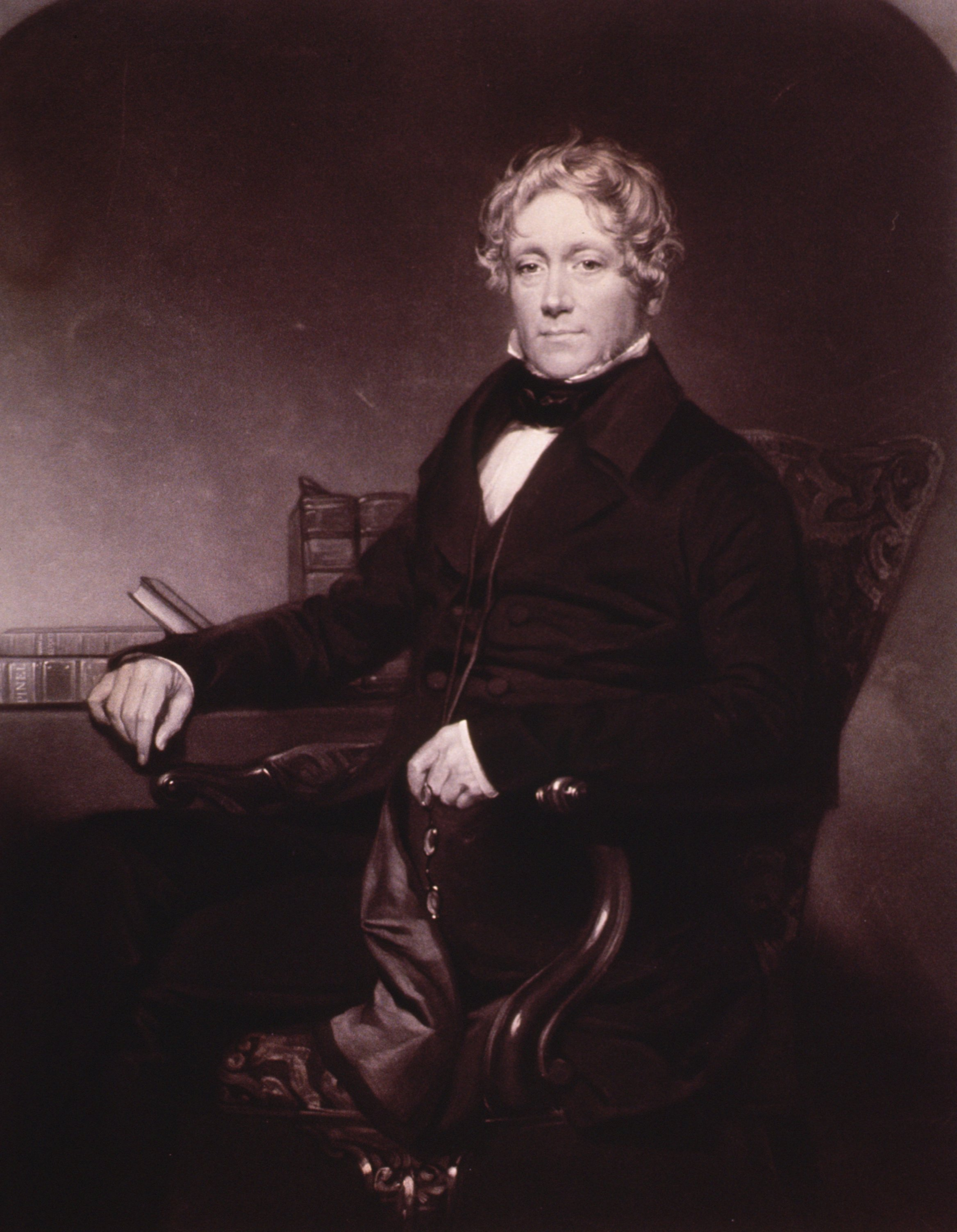
John Conolly

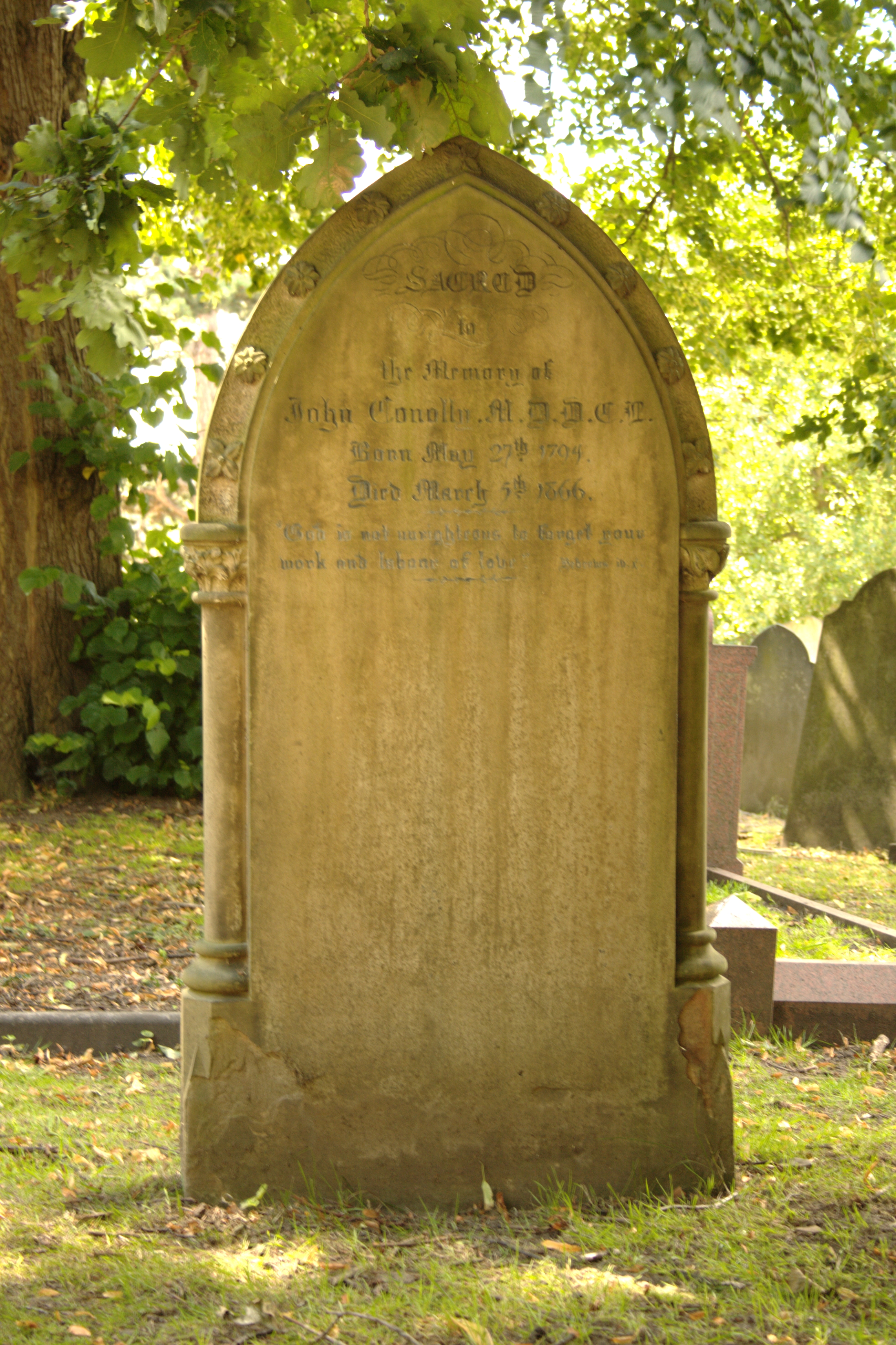
Grób Johna Conolly’ego na Hanwell’s Kensington Cemetery w Londynie

John Conolly (ur. 27 maja 1794 w Market Rasen, zm. 5 marca 1866 w Hanwell) – angielski psychiatra irlandzkiego pochodzenia. Pionier ruchu non-restraint.
Ukończył studia na Uniwersytecie Edynburskim w 1821. Prowadził praktykę w Lewes, Chichester i Stratford-upon-Avon. W 1828 został profesorem w londyńskim University College. W 1830 opublikował pracę Indications of Insanity, po czym przeniósł się do Warwick.
W 1832 wspólnie z sir Charlesem Hastingsem i sir Johnem Forbesem założył towarzystwo medyczne, które z czasem przekształciło się w istniejące do dziś British Medical Association.
W 1839 został lekarzem rezydentem w Middlesex County Asylum w Hanwell. Opiekując się chorymi umysłowo zrezygnował ze wszelkich środków krepujących chorych, zapoczątkowując tzw. ruch „non-restraint”.
W ostatnich latach życia prowadził prywatny zakład dla chorych umysłowo „Lawn House” w Hanwell.
Ożenił się z Elizabeth Collins. Syn Edward Tennyson został prawnikiem. Starsza córka Sophia Jane, wyszła za psychiatrę Thomasa Harringtona Tuke’a w 1852. Młodsza córka Ann wyszła za mąż za psychiatrę Henry’ego Maudsleya.

## Wybrane prace
- An introductory lecture delivered in the University of London on Thursday, October 2, 1828 (1828)
- The Indications of Insanity with an introduction by Richard Hunter and Ida MacAlpine. Psychiatric Monograph Series 4 (1830)
- An inquiry concerning the indications of insanity: with suggestions for the better protection and care of the insane. London: J. Taylor 1830
- Construction and Government of Lunatic Asylums (1847)
- The Treatment of the Insane without Mechanical Restraints (1856)
- Essay on Hamlet. London: E. Moxon & Co. 1863